# Antonio Coll
Pour les articles homonymes, voir Coll.
Coll i Pontanilla est un nom catalan. Le premier nom de famille, paternel, est Coll ; le second, maternel, souvent omis, est Pontanilla ; les deux sont fréquemment liés par la conjonction « i ».
Antonio Coll Pontanilla (né le 6 avril 1959 à Sabadell en Catalogne) est un coureur cycliste espagnol. Professionnel de 1980 à 1989, il a notamment remporté deux étapes du Tour d'Espagne. Son petit frère José a également été cycliste professionnel.

## Palmarès

### Palmarès amateur
- 1974
  -  Champion d'Espagne sur route juniors
- 1975
  -  Champion d'Espagne sur route juniors
- 1979
  - Classement général du Tour de Lleida
  -  Médaillé d'argent du contre-la-montre par équipes aux Jeux méditerranéens

### Palmarès professionnel
| - 1980 - 2e de l'Escalade de Montjuïc - 3e du GP Llodio - 1981 - 4e étape du Tour des Trois Provinces - Classement général du Tour d'Aragon - 3eb étape du Tour des vallées minières - 3e du Tour des Trois Provinces - 3e du Tour des vallées minières - 5e du Tour d'Espagne - 1982 - 2e étape du Tour du Pays basque - 4e étape du Tour d'Espagne - GP Llodio - 2e étape du Tour de Cantabrie - 2e du Tour de Cantabrie - 2e du Trofeo Masferrer | - 1983 - Prologue du Tour des Trois Provinces - 4e étape du Tour des Asturies - 4e et 6e étape du Tour de Cantabrie - 7ea étape du Tour de Catalogne - 2e du Tour d'Andalousie - 2e de la Clásica a los Puertos - 2e de la Classique de Saint-Sébastien - 2e du Tour de Castille - 3e de la Subida a Arrate - 3e du championnat d'Espagne sur route - 1984 - 15e étape du Tour d'Espagne - 3e de la Prueba Villafranca de Ordizia - 1985 - 2e du GP Llodio - 3e de la Clásica a los Puertos |  |

## Résultats sur les grands tours

### Tour de France
3 participations
- 1982 : 70e
- 1984 : 66e
- 1988 : abandon (5e étape)

### Tour d'Espagne
7 participations
- 1981 : 5e
- 1982 : non-partant (10e étape), vainqueur de la 4e étape
- 1983 : abandon (13e étape)
- 1984 : 12e, vainqueur de la 15e étape
- 1985 : 17e
- 1987 : 55e
- 1988 : 89e